# The Man with the Horn
The Man with the Horn è un album realizzato da Miles Davis nel 1981 che raggiunse la prima posizione nella classifica Jazz Albums statunitense.

## Il disco
L'album, che vede tra i musicisti molti ospiti (ad esempio Mike Stern) fu il primo pubblicato da Davis dopo cinque anni passati lontano dalle scene e in quasi totale isolamento. Seppure orientato al rock, questo disco fonde la musica pop degli anni ottanta con improvvisazioni funk e fusion. L'album segna anche il ritorno di Davis all'utilizzo della tromba in maniera più tradizionale, nonostante la title track The Man with the Horn presenti improvvisazioni con l'effetto wah-wah e con la voce.

## Tracce

### Versione originale
1. Fat Time - 9:59
2. Back Seat Betty - 11:18
3. Shout - 5:54
4. Aida - 8:15
5. The Man With The Horn - 6:37
6. Ursula - 10:46

### Tracce bonus
1. In a Silent Way [Bonus da Live Around The World] - 1:51
2. Intruder [Bonus da Live Around The World] - 4:54
3. New Blues [Bonus da Live Around The World] - 5:34

## Formazione
- Miles Davis - tromba, arrangiamenti
- Robert Irving III - sintetizzatore, piano, arranger
- Mike Stern - chitarra elettrica
- Bill Evans - soprano saxophone
- Felton Crews - basso elettrico
- Sammy Figueroa - percussioni
- Barry Finnerty - chitarra elettrica
- Al Foster - batteria
- Randy Hall - sintetizzatore, chitarra, arranger, celeste, Moog synthesizer, background vocals
- Marcus Miller - basso elettrico fender